# Chris Biscoe

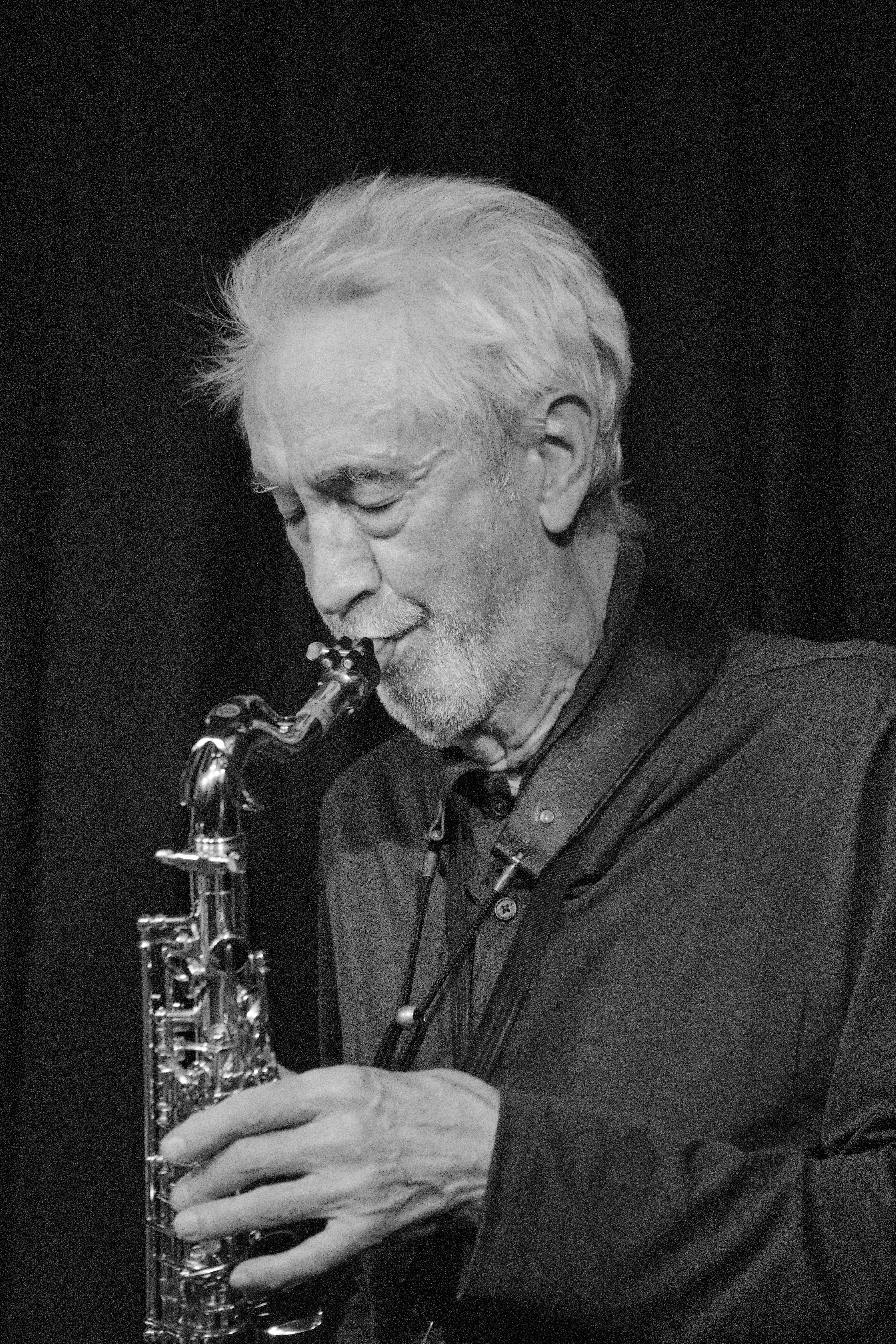
Chris Biscoe im Club W71, 2025

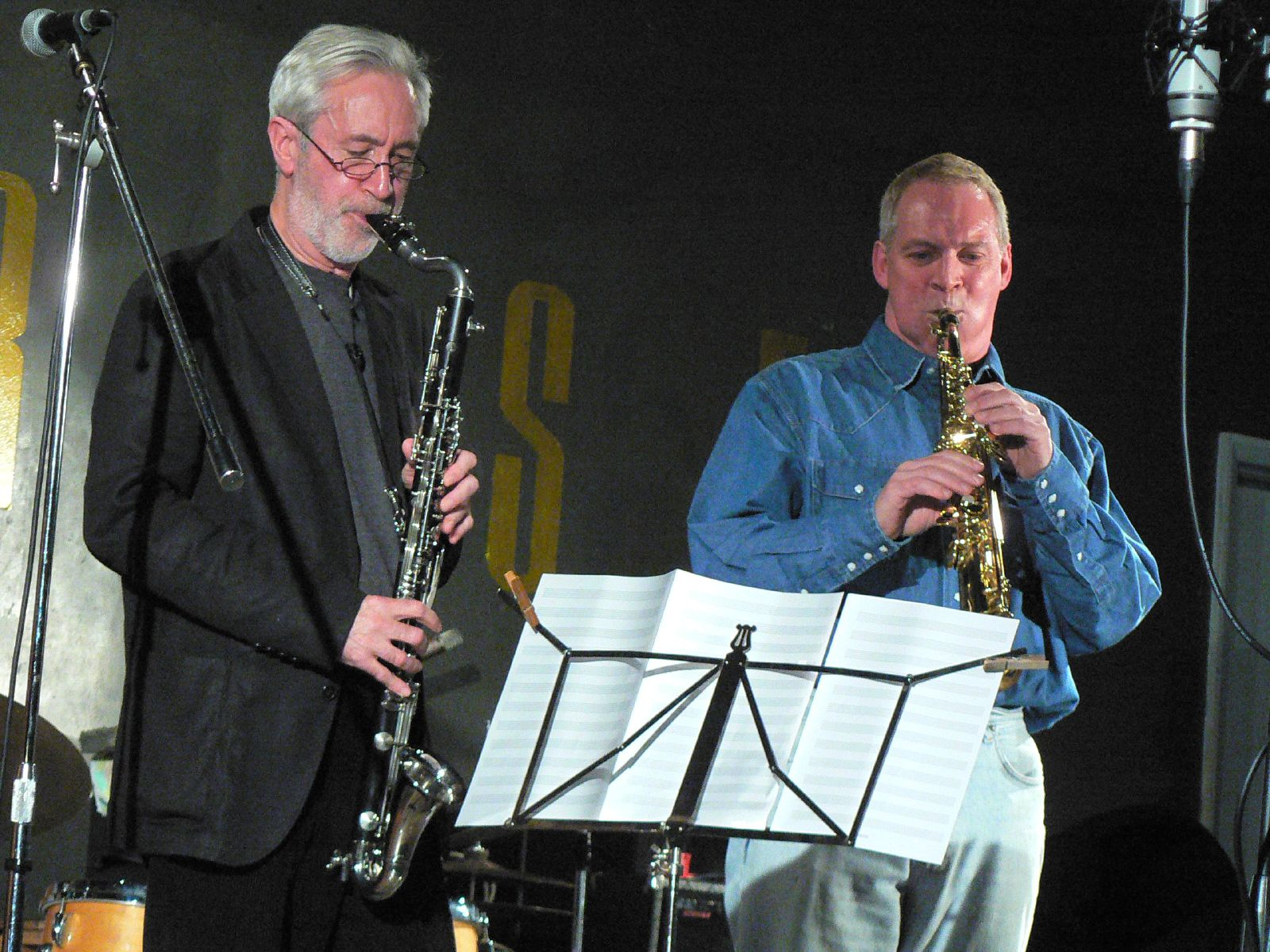
Chris Biscoe (links) 2007 auf dem Paul-Rutherford-Memorial-Concert

## Leben und Wirken
Chris Biscoe (* 5. Februar 1947 in Pensford, Somerset) ist ein englischer Altklarinettist, Saxophonist und Flötist des Modern Jazz.
Biscoe ist Autodidakt und spielte zunächst Altsaxophon; er studierte zunächst zwischen 1965 und 1968 Anglistik und Pädagogik und spielte während seiner Studienzeit an der University of Sussex mit Ben Sidran; dann zog er nach London. Von 1970 bis 1973 war er Mitglied des National Youth Jazz Orchestra in London; anschließend arbeitete er als professioneller Musiker. Seit 1979 arbeitete er mit Mike Westbrook und wirkte an mehreren seiner Alben mit; daneben gründete er 1979 sein erstes Quartett. Zwischen 1983 und 1993 gehörte er zu Chris McGregor' Brotherhood of Breath. Weiterhin arbeitete er u. a. mit George Russell, Ken Hyder, Hermeto Pascoal, Dewey Redman, Andy Sheppard, Harry Beckett, Louis Moholo sowie  Kenny Wheeler und dem New York Composers Orchestra. 1984 wirkte an Mike Westbrooks Ellington Hommage On Duke’s Birthday mit.
1988 gründete er mit Brian Godding, Marcio Mattos und Tony Marsh die Gruppe Full Monte. Die Gruppe arbeitete u. a. mit den Trompetern Dick Pearce, Henry Lowther und Harry Beckett und nahm 1998 gemeinsam mit dem Posaunentrio The Blowpipes das Album Dialoges auf. Anfang der 1990er Jahre war er Mitglied im Dedication Orchestra.
Von 1997 bis 2000 spielte Biscoe im Orchestre National de Jazz unter Didier Levallet, seit 1999 auch in der Harry Beckett Band. Er trat im Sextett Mingus Moves u. a. mit Henry Lowther und Veryan Weston auf und spielte Saxophon in den Bands von Ben Davis, Liam Noble und Loz Speyer.
2003 nahm er Speyers Gruppe Inner Space auf. Im Folgejahr arbeitete er mit Kate Westbrook, dem Hermeto Pascoal Orchestra, Graham Collier, Keith Tippett und Tim Richards. Mit dem Pierre Favre European Chamber Ensemble unternahm er Tourneen durch Österreich und die Schweiz. 2007 trat er im Quintett mit Tony Kofi, John Horler, Dave Green und Dave Berry beim Appleby Festival auf. 2020 legte er die beiden Alben CWobbly Rail 5” und Unforseen vor. Mit Roger Turner und Kazuhisa Uchihashi am Daxophon bildet er The Swipe Trio.

## Diskographische Hinweise
- Profiles of Mingus (2010)
- Chris Biscoe Profiles Quartet: Live at Campus West (2011), mit Tony Kofi, Larry Bartley, Stu Butterfield
- Chris Biscoe: Wobbly Rail Five (2020)
- Gone in the Air (2020), mit Tony Kofi, Larry Bartley, Stu Butterfield

## Lexikalische Einträge
- Ian Carr, Digby Fairweather, Brian Priestley: Rough Guide Jazz. Der ultimative Führer zur Jazzmusik. 1700 Künstler und Bands von den Anfängen bis heute. Metzler, Stuttgart/Weimar 1999, ISBN 3-476-01584-X.
- Leonard Feather, Ira Gitler: The Biographical Encyclopedia of Jazz. Oxford University Press, New York 1999, ISBN 0-19-532000-X.